# Cuộc xâm lược Toi
Cuộc xâm lược Toi (tiếng Nhật: 刀伊の入寇, toi no nyūkō, Đao y nhập khấu) là sự kiện những tên cướp biển Nữ Chân tấn công cướp phá một số hòn đảo và duyên hải vùng phía Bắc Kyūshū vào năm 1019. Bấy giờ, từ "đao y" (tiếng Nhật: 刀伊, Toi, hay tiếng Hàn Quốc: 되, Doe) là từ mang nghĩa miệt thị trong tiếng Triều Tiên để chỉ những người sống ở phía Bắc và Đông Bắc nước Cao Ly.
Vào năm 1019, một băng cướp biển Nữ Chân khoảng 3.000 tên thường xuyên tập kích cướp bóc vùng ven biển Cao Ly. Ngày 27 tháng 3 năm 1019, khoảng 50 tàu cướp biển Toi xuất phát từ Cao Ly tấn công cướp bóc đảo Tsushima. Quốc tư của Tsushima bỏ chạy đến Dazaifu. Quân cướp biển sau đó tiếp tục tấn công đảo Iki. Quốc tư của Iki là Fujiwara no Masatada (藤原理忠) đốc suất 147 thuộc hạ chống cự, nhưng đều bị cướp biển tàn sát. Một nhà sư Iki là Thường Giác (常覺) đã huy động các nhà sư địa phương và dân cư trên đảo kháng cự ngoan cường. Sau 3 lượt chiến đấu, quân cướp biển mới chiếm được đảo. Toàn đảo bị cướp phá và tiêu hủy. Toàn bộ các nhà sư đểu bị giết, chỉ duy nhất Thường Giác thoát được đến Dazaifu báo tin cho quan trấn thủ Dazaifu là Fujiwara no Takaie (藤原隆家).
Quân cướp biển chuyển hướng, lấy đảo Noko (能古島) trong vịnh Hakata làm căn cứ địa. Ngày 7 tháng 4, chúng tấn công vào Ito-gun (怡土郡). Tuy nhiên, bấy giờ quân cứu viện do Fujiwara no Takaie đốc suất các samurai và binh sĩ đã đến nơi. Từ ngày 8 đến ngày 12 tháng 4, quân cướp biển liên tục bị đánh bại, rút lui về hướng ven biển phía Đông Cao Ly.
Theo sử liệu Nhật Bản, cướp biển Toi đã cướp phá nhiều ngôi làng, giết chết 365 người, bắt đi 1.289 người và 380 trâu, ngựa. Số người bị bắt đi, chủ yếu là phụ nữ và trẻ em gái, bán cho người Nữ Chân để làm nô lệ.
Trong cuộc đột kích thứ hai của cướp biển vào Matsuura ngày 13 tháng 4 năm 1019, các samurai Nhật Bản đã đẩy lùi quân cướp biển và bắt được 3 người. Họ xưng là binh sĩ Cao Ly bị quân cướp biển bắt cóc. Tuy nhiên, người Nhật không mấy tin tưởng vì trong thời kỳ Tân La thống nhất từng có nhiều cướp biển người Triều Tiên tấn công duyên hải Nhật Bản. Mãi đến ngày 7 tháng 7, trấn thủ Cao Ly phía đối diện với Tsushima mới đưa 3 người Triều Tiên về nước, mới nghi ngại mới được tiêu trừ.
Tháng 9, thủy quân Cao Ly đã tấn công các tàu cướp biển ngoài khơi Wŏnsan và giải cứu khoảng 270 người Nhật Bản. Số người này, sau đó đã được triều định Cao Ly phái Jeong Jaryang (鄭子良, Trịnh Tử Lương) đưa trở về Nhật Bản.
Những sự kiện trên được ghi chép trong các sách Shōyūki (小右記, Tiểu hữu ký), Chōya Gunsai (朝野群載, Triêu dã quần tải) và Cao Ly sử. Vẫn còn những báo cáo chi tiết của hai phụ nữ bị giam giữ, Kura no Iwame và Tajihi no Akomi.
Hậu duệ của những cướp biển Nữ Chân này vẫn còn sống ở tỉnh Hamgyong, Cộng hòa Dân chủ Nhân dân Triều Tiên ngày nay.